# Округ Бретит (Кентаки)
Бретит (енгл. Breathitt County) је округ у америчкој савезној држави Кентаки.

## Демографија
По попису из 2010. године број становника је 13.878, што је 2.222 (-13,8%) становника мање него 2000. године.
| Група             | 2000.          | 2010.          |
| Белци             | 15.797 (98,1%) | 13.575 (97,8%) |
| Афроамериканци    | 63 (0,4%)      | 43 (0,3%)      |
| Азијати           | 47 (0,3%)      | 68 (0,5%)      |
| Хиспаноамериканци | 106 (0,7%)     | 89 (0,6%)      |
| Укупно            | 16.100         | 13.878         |